# 馬拉卡茹山
24°20′47″S 55°03′09″W / 24.34639°S 55.05250°W
馬拉卡茹山（葡萄牙語：Serra de Maracaju）是位于巴西南马托格罗索州和巴拉圭卡寧德尤省的一座山脈。最高海拔為750米，位於阿基道阿納附近。該山脈的岩石成分基本上為砂岩。 